# Chirurgia dello stomaco
Per  chirurgia dello stomaco  o chirurgia gastrica si intende la terapia chirurgica delle malattie dello stomaco.

## Storia
A differenza di molte patologie come quella ortopedica o mammaria o le ernie per le quali fin dai tempi più antichi della nostra civiltà era nota una terapia chirurgica, per le malattie dello stomaco bisognerà aspettare la fine del XIX secolo perché possano essere tentati i primi interventi.  La mancanza dell'anestesia e delle più elementari norme igieniche rendeva infatti impossibile l'approccio alla cavità addominale e agli organi in esso contenuti. Fu quindi soltanto dopo le scoperte di Wells e William Green Morton  (anestesia) e di Semmelweis e Joseph Lister (antisepsi) che il chirurgo cominciò a trattare le patologie tumorali dello stomaco, in quell'epoca prevalenti di gran lunga su quelle ulcerose. Si trattava pur sempre di interventi a rischio considerando che l'apertura del lume intestinale poteva comportare una peritonite da contaminazione batterica fatale perché ancora non erano stati scoperti gli antibiotici, ma l'abilità degli operatori e la grande attenzione che ponevano nell'antisepsi garantiva una accettabile percentuale di successi.
Oggi possiamo dire che era una chirurgia sofisticata praticata in situazioni precarie. Così suscita meraviglia osservare il famoso Theodor Billroth che in camice bianco, ma a capo scoperto e senza mascherina e guanti opera, circondato da studenti, nella sua sala operatoria di Vienna proprio perché a questo grande Maestro si deve nel 1881 il primo intervento ufficiale di gastro-resezione per cancro dello stomaco.

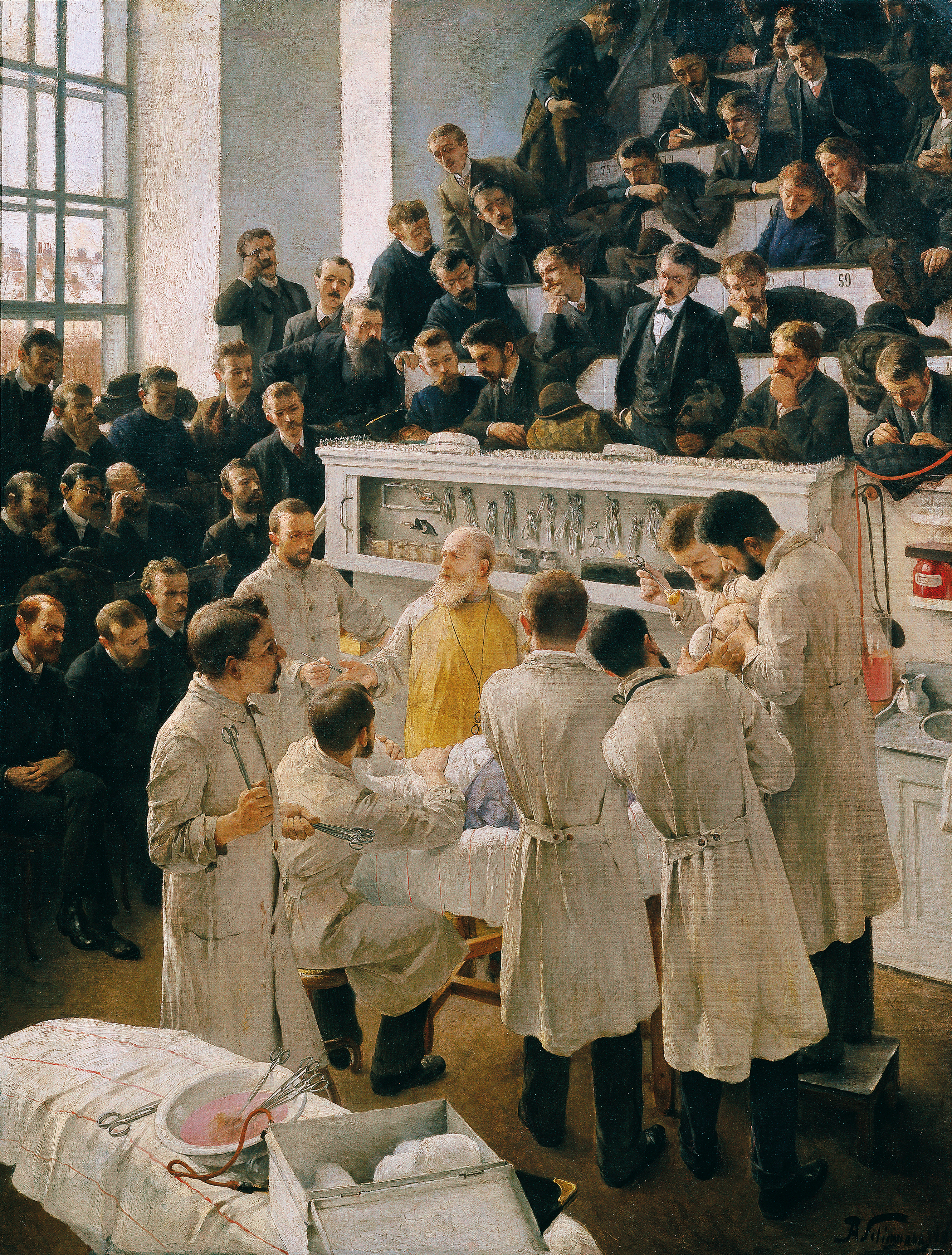
(fig.1) Theodor Bilroth opera nella Clinica Chirurgica di Vienna – A.Seligmann 1890

Billroth essendo stato tra i primi ad apprendere ed applicare le norme antisettiche propugnate da Joseph Lister era pronto alla chirurgia addominale di elezione ma giunse a questo intervento non senza gravi perplessità.
Le conoscenze dell'epoca non consentivano infatti di prevedere gli effetti di una mutilazione importante come quella di parte dello stomaco ed ancora di più le conseguenze fisiopatologiche di una ricostruzione atipica del canale alimentare.
Dubbi a quali cercava di rispondere con studi sperimentali sui cani che tuttavia non lo soddisfacevano pienamente.
Il caso drammatico di una giovane donna di 43 anni impossibilitata ad alimentarsi a causa di un voluminoso cancro del piloro e quindi in condizioni disperate, lo indusse al grande passo.
Dopo aver asportato 14 cm di stomaco comprendenti il tumore ricostruì il transito intestinale in maniera fisiologica anastomizzando il moncone gastrico residuo al duodeno.

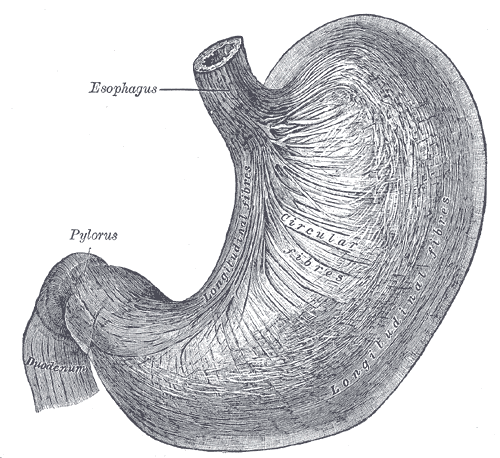
(fig.2) Stomaco

Tecnicamente eseguì una resezione gastrica con gastro-duodeno-stomia. L'intervento durò circa un'ora e mezza, compreso il tempo di induzione alla narcosi, e la paziente ebbe un buon decorso post operatorio.
Il chirurgo viennese aveva dimostrato che si poteva asportare una parte di stomaco e che la ricostruzione non creava danni all'alimentazione.
Poco tempo dopo si trovò però a dover affrontare un nuovo problema. Nel corso di un altro intervento Billroth riscontrò un cancro molto più voluminoso tanto che l'ampiezza della resezione necessaria ad asportarlo rendeva problematico il ricongiungimento anastomotico dei due monconi residui.
Fu così costretto ad inventarsi una nuova ricostruzione, questa volta non fisiologica, perché metteva in comunicazione il moncone gastrico non più con il duodeno ma con la prima ansa digiunale.
In questo caso si trattava tecnicamente di una resezione gastrica (più ampia della precedente) ma, fatto importante,  seguita da una gastro-digiuno-stomia  (e non da una gastro-duodeno-stomia).
Fortunatamente anche questo intervento ebbe successo e le due tecniche di ricostruzione, conosciute come Billroth I e Billroth II in ossequio al grande maestro tedesco, furono rapidamente recepite in tutti gli ambienti chirurgici dell'epoca e costituiscono ancora oggi, la base della chirurgia gastrica.
Sia pure con indicazioni completamente diverse:
- Le moderne conoscenze della malattia oncologica hanno, infatti, rivoluzionato l'approccio alla terapia del cancro gastrico che oggi si identifica con una chirurgia molto più radicale e quindi più estesa. Nella maggior parte dei casi la gastro-resezione (asportazione parziale) appare insufficiente laddove è invece indicata una gastrectomia (asportazione totale), allargata alle stazioni linfatiche e sovente anche agli organi vicini (milza, coda del pancreas, colon trasverso) se coinvolti dalla malattia.
- La incidenza della malattia peptica (ulcerosa) è fortemente aumentata nel corso del XX secolo superando quella del cancro dello stomaco e la migliore conoscenza della sua patogenesi ha permesso di stabilire l'importanza dell'acido cloridrico nella formazione delle ulcere. La maggior parte delle ghiandole acido-secernenti è situata nel corpo gastrico corrispondente all'area che viene asportata con la gastro-resezione che, ribadiamo insufficiente nell'approccio alla malattia cancerosa, diventa invece l'intervento di scelta nella patologia ulcerosa.

Occorre ricordare che attualmente il trattamento della malattia peptica è quasi esclusivamente medico a seguito di una scoperta importante che risale agli anni settanta. A quell'epoca fu sintetizzata la cimetidina, una molecola capace di inibire i recettori H2 dello stomaco bloccando l'azione dell'istamina sostanza che favorisce la secrezione acida. A questa, negli anni successivi, si aggiunse l'omeprazolo, capostipite degli inibitori di pompa protonica. Come dice il loro nome, questi farmaci bloccano la pompa protonica, un enzima che si trova nelle cellule parietali della parete gastrica e serve a favorire la produzione di acido.
Questi farmaci, somministrati in cicli stagionali, riescono a controllare la malattia e ad evitare nella maggior parte dei casi l'intervento chirurgico che viene pertanto riservato a situazioni particolari quali le complicazioni delle ulcere (perforazione, stenosi, emorragia non dominabile diversamente), le ulcere gastriche non guarite dopo alcuni cicli di terapia medica, la non responsività alla terapia farmacologica o l'impossibilità a praticarla, ecc.
La chirurgia gastrica, tecnicamente complessa, ha stimolato anche la ricerca nel campo delle suture meccaniche così che le prime suturatrici meccaniche furono ideate appunto per agevolare alcuni tempi degli interventi di resezione gastrica.
L'utilizzo della chirurgia laparoscopica in campo gastrico ha rivoluzionato l'approccio ad una patologia importante quale l'obesità, consentendo nuove tecniche meno invasive e in qualche misura reversibili.

## Interventi di chirurgia gastrica
Gli interventi sullo stomaco possono essere distinti a seconda della patologia di base:
- malattia ulcerosa
- malattia neoplastica
- patologia dello stomaco operato e complicanze post-operatorie
- obesità grave

Interventi minori possono essere considerati:

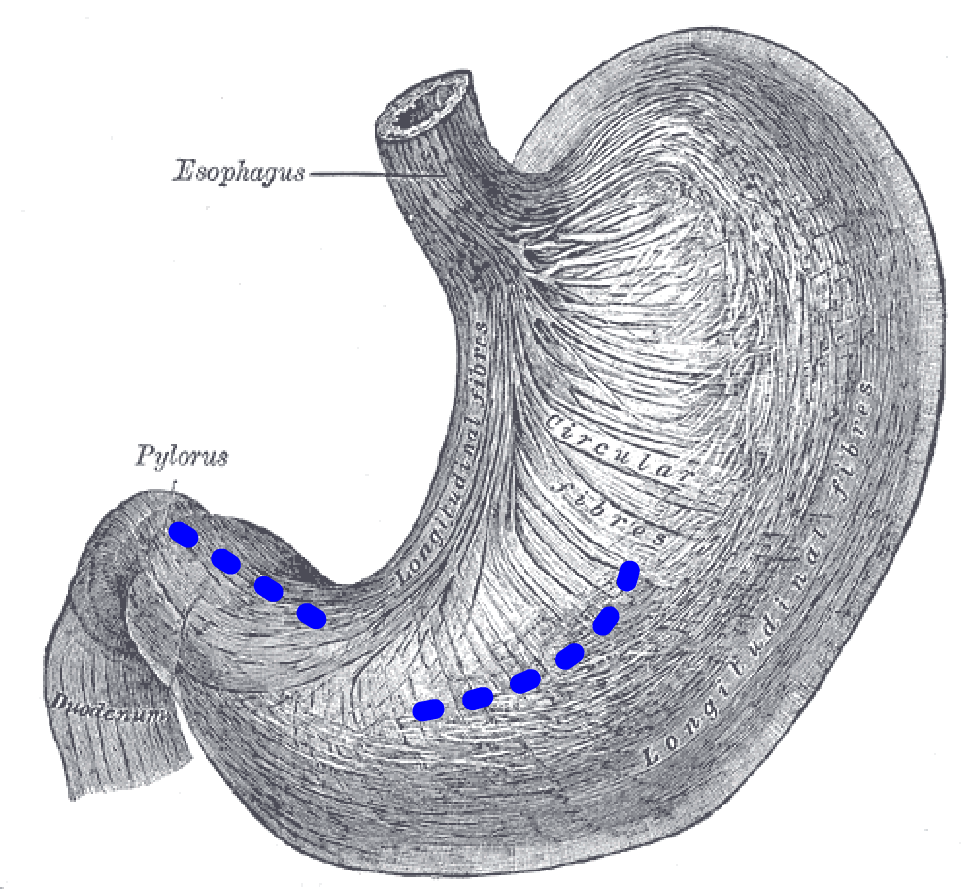
Stomaco: (fig.3) Gastrotomia e Pilorotomia

- gastrotomia:Stomaco: (fig.3) Gastrotomia e Pilorotomia consiste nell'apertura della cavità gastrica per incisione della parete anteriore dello stomaco (fig.3). Serve ad estrarre corpi estranei particolarmente voluminosi o per esaminare e bioptizzare eventuali lesioni ulcerative o per ricercare e bloccare fonti di sanguinamento. È riservata ai rari casi in cui l'endoscopia, cui va data sempre la priorità,  non sia riuscita negli stessi scopi;
- gastrostomia: comporta la realizzazione di una fistola tra stomaco e parete cutanea ottenuta con l'apertura di una breccia nello stomaco che viene abboccato alla parete addominale. In questo modo si crea uno stoma (stoma, dal greco: bocca) attraverso il quale è possibile l'alimentazione. Tale tecnica viene usata quando non è possibile l'alimentazione per bocca, per problemi neurologici, come protezione temporanea delle anastomosi in chirurgia esofagea o come intervento palliativo nei casi di occlusione alta inoperabile;
- piloromiotomia: intervento di elezione nella stenosi da ipertrofia pilorica nel lattante, consiste nell'incisione del piloro limitatamente alle fibre muscolari, senza aprire, quindi, lo strato mucoso più interno;
- pilorotomia e piloro-plastica: comporta l'incisione longitudinale, a tutto spessore, del piloro che viene poi suturato in senso trasversale. L'allargamento così ottenuto favorisce il transito del contenuto gastrico in duodeno. L'intervento conosciuto come piloro-plastica secondo Heineke-Mikulicz perché eseguito per la prima volta da Heineke nel 1886 e poi da Johann Freiherr von Mikulicz-Radecki, allievo ed assistente di Billroth, nel 1888, fu presto abbandonato, ritornando in auge, dopo mezzo secolo, come completamento dell'intervento di vagotomia proposto da Weinberg.

## Malattia ulcerosa
È una malattia complessa caratterizzata dalla formazione di ulcere a livello gastrico ma soprattutto duodenale. La loro patogenesi, complessa, riconosce come momento fondamentale l'azione aggressiva dell'acido cloridrico (prodotto dalle ghiandole presenti in alcune aree dello stomaco) sulla mucosa gastrica o duodenale che viene progressivamente erosa fino a formare lesioni dall'aspetto crateriforme.
Quando la lesione penetra oltre la muscolaris mucosae viene chiamata ulcera.
In realtà l'ulcera è da considerare l'epifenomeno morboso, transitorio e capace di regredire anche spontaneamente, di una malattia, la malattia ulcerosa che, caratterizzata da fenomeni di quiescienza e di recrudescenza, si manifesta periodicamente con la formazione di nuove ulcere.
Le ulcere, in quanto ferite, vanno incontro a guarigione con esiti cicatriziali che possono determinare restringimenti, stenosi,  del lume intestinale; possono andare incontro a emorragie, più o meno copiose ed irrefrenabili (a seconda del calibro e del tipo di vaso coinvolto). In alcuni casi approfondendosi nello spessore della parete possono produrvi perforazioni. Quando in sede gastrica possono andare incontro a cancerizzazione (secondo alcuni nascono invece già come lesione cancerosa).
Ancora agli inizi del Novecento la Terapia era basata sulla somministrazione di farmaci antiacidi, protettori della mucosa, ansiolitici oltre che sul riposo, sulla dieta, sull'abolizione del fumo e dell'alcool ed aveva certamente un effetto benefico sull'ulcera, lesione come detto capace di guarire anche spontaneamente, mentre risultava assolutamente inefficace nel controllare la malattia ulcerosa che fatalmente, nel corso della sua storia naturale calcolata in circa 40 anni, portava alla recidiva delle lesioni ulcerose.
La chirurgia gastro-resettiva all'epoca ancora abbastanza impegnativa per buona parte dei chirurghi e considerata troppo mutilante per il paziente veniva riservata esclusivamente ai casi di ulcere complicate.  Ciò anche perché gravata, per errori di tecnica,  da una serie non trascurabile di sequele indesiderate così come da complicazioni post-operatorie.
Il tempo dimostrò invece che, eliminando la zona dello stomaco sede delle ghiandole a secrezione acida, rappresentava l'unica terapia capace di dominare non solo la lesione ulcerosa ma soprattutto la malattia ulcerosa.
Per questo motivo molti chirurghi cominciarono ad estendere le indicazioni della gastro-resezione anche ai casi non complicati.  Se questa nuova tendenza era supportata da risultati sempre più lusinghieri conseguenti al miglioramento del know how chirurgico individuale restava tuttavia qualche remora sulla entità della mutilazione legata all'intervento.
Fu con grande favore quindi, agli inizi degli anni quaranta,  che la comunità scientifica accolse i risultati degli studi di fisiopatologia di Dragsedt il quale riprendeva una tecnica messa a punto qualche decennio prima e poi abbandonata: quella della vagotomia.
Questo intervento consisteva nella sezione dei nervi vaghi. Partiva dal presupposto che fosse sufficiente interrompere le afferenze nervose vagali alla mucosa gastrica, e quindi alle ghiandole acido-secernenti dello stomaco, per dominare definitivamente la secrezione di acido cloridrico.  Il risultato sarebbe stato la guarigione della malattia ulcerosa ma senza asportare lo stomaco. 

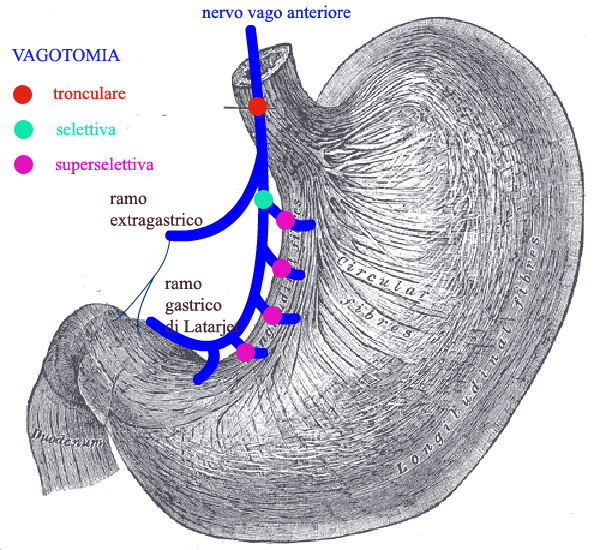
(fig.4) Vagotomia

### Vagotomia ed interventi associati
- Vagotomia tronculare : (fig.4) comporta l'asportazione di 3 o 4 cm del tronco dei nervi vaghi di destra e di sinistra prima che, scendendo ai lati dell'esofago, si portino sulla faccia anteriore e posteriore dello stomaco.  Questa interruzione alta interrompe le afferenze al fondo e al corpo dello stomaco ma anche quelle che vanno alla regione pilorica oltre che al pancreas, alle vie biliari, all'intestino. Le conseguenze sono una riduzione dell'attività delle ghiandole acido-secernenti ma anche un aumento della pressione intragastrica (perché il volume dello stomaco si riduce di parecchio), alterazioni della secrezione pancreatica e biliare con predisposizione alla formazione di calcoli, atonia intestinale, reflusso esofageo, diarrea. In conclusione gli effetti collaterali negativi prevalgono sugli effetti benefici della vagotomia e quindi questo tipo di intervento è stato sostituito dalla:
- Vagotomia selettiva che prevede la sezione dei due nervi vaghi subito al disotto della loro divisione nel ramo extra-gastrico, che viene risparmiato, e nel ramo gastrico che viene interrotto.  In tal modo si evitano alcune delle conseguenze della vagotomia tronculare ma persistono l'atonia gastrica e la difficoltà di svuotamento dello stomaco. A questo inconveniente si cercò di porre rimedio associando alla vagotomia la contemporanea piloro-plastica, già ricordata. Successivamente sembrò più razionale passare ad una vagotomia ancora più limitata e specifica quale la:
- Vagotomia super selettiva  in cui vengono sezionate solo le fibre vagali che vanno alle regioni gastriche acido-secernenti attentamente individuate con un test Phmetrico intra operatorio praticato attraverso una gastrotomia.  La conservazione del nervo pilorico di Latarjet evita il ristagno gastrico e la necessità di una piloro-plastica ma questo tipo di vagotomia più limitata comporta un certo tasso di recidive. Dopo gli iniziali entusiasmi si affermò il principio che ad essa era indispensabile associare un'antrectomia o un'antrectomia mucosa.
  - Antrectomia.  Consiste in una resezione limitata alla regione antrale acido-secernente dopo che essa è stata accuratamente delimitata.
  - Antrectomia mucosa. Consiste nell'apertura dello stomaco e nella individuazione dell'area mucosa che contiene le ghiandole acido secernenti che viene accuratamente asportata salvaguardando interamente lo strato muscolare e sieroso.

Conclusioni: dopo gli iniziali entusiasmi l'intervento di vagotomia è stato rivalutato, ma in senso negativo. In particolare si sostiene che l'esigenza di associare a una tecnica relativamente rapida e sicuramente poco invasiva la indispensabile antrectomia mucosa, tempo viceversa indaginoso e complicato, di fatto ridimensiona i principi stessi per cui essa si affermò: la semplicità, l'efficacia, la minore demolizione.

### Resezione gastrica

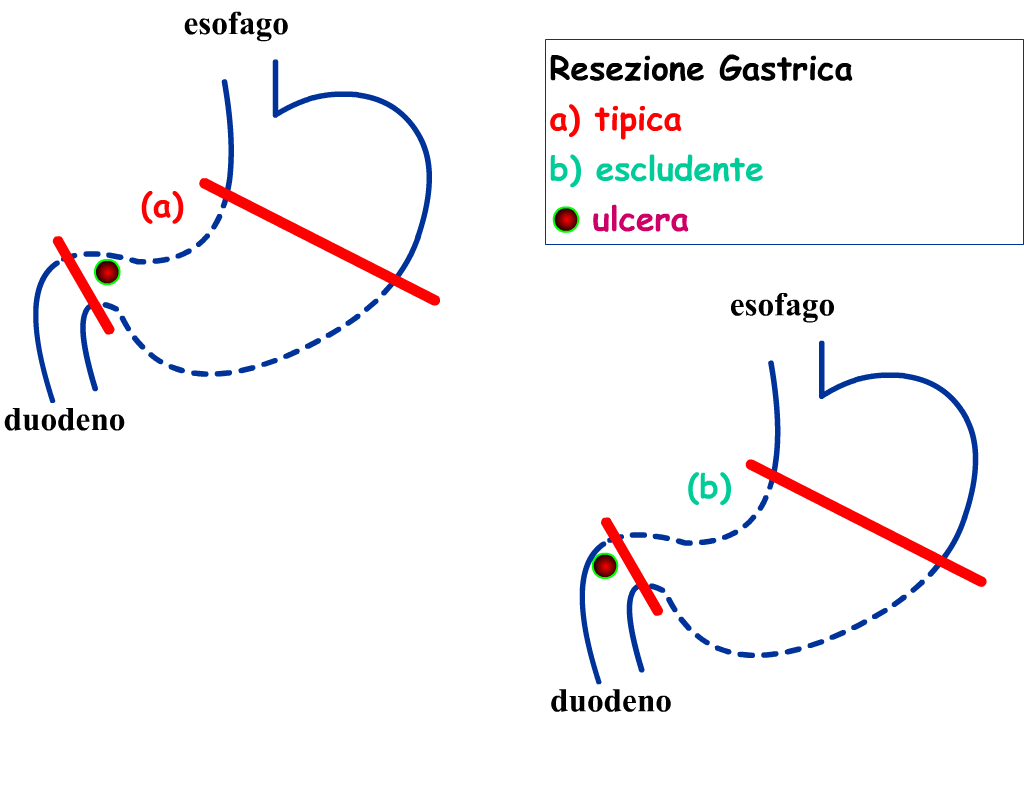
(fig.5) Resezione gastrica

- Resezione gastrica: rappresenta l'intervento di scelta nella cura chirurgica della malattia ulcerosa a localizzazione sia gastrica che duodenale. Consiste nell'asportazione dei due terzi distali dello stomaco, compreso il piloro, e della prima parte del duodeno ove abitualmente è localizzata l'ulcera. Tecnicamente si tratta di una gastrectomia parziale inferiore, detta tipica per distinguerla da un'altra resezione chiamata escludente perché lascia in sede la lesione ulcerosa, che comunque andrà incontro a guarigione una volta sottratta all'azione corrosiva dell'acido cloridrico. La resezione escludente viene praticata, raramente, quando il chirurgo si trova di fronte ai duodeni cosiddetti difficili perché l'ulcera è in posizione più distale, o quando il duodeno è deformato da fenomeni stenotici o infiammatori, o per altre ragioni che renderebbero complicato e pericoloso l'intervento tipico (fig.5).

Al tempo demolitivo segue quello della ricostruzione del transito alimentare. Le tecniche sono sostanzialmente riconducibili ai due interventi ideati da Billroth:
- - Intervento di Billroth I (primo) (fig.6): consiste nell'abboccare il moncone gastrico a quello duodenale, direttamente. Si ottiene così una gastro-duodeno-anastomosi. Il pregio di questo intervento, tecnicamente più difficile, consiste nel ricostruire una via alimentare fisiologica, il difetto è che l'esigenza di conservare il tessuto sufficiente a far combaciare i due monconi può indurre il chirurgo a limitare la entità della resezione gastrica lasciando in situ aree acido secernenti.

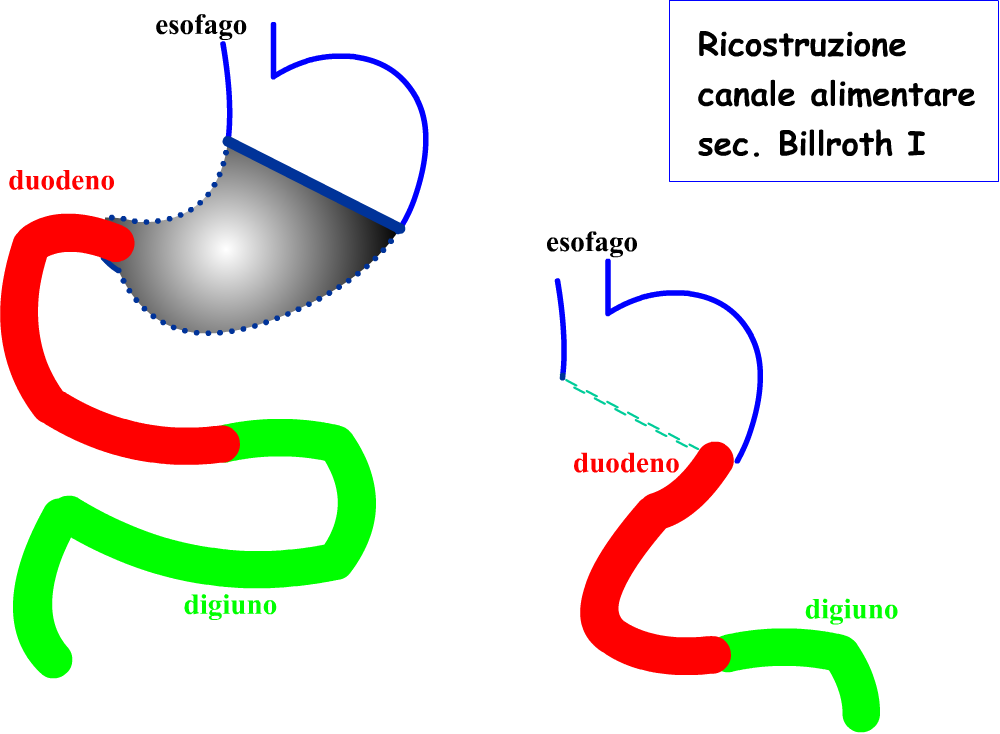
(fig.6) Billroth I

- - Intervento di Billroth II (secondo) (fig.7): l'anastomosi avviene tra la trancia gastrica e la prima porzione dell'intestino tenue (subito dopo il duodeno che viene quindi scavalcato). Questa gastro-digiuno-anastomosi, tecnicamente più semplice, consente di asportare un'adeguata porzione di stomaco ma comporta un'alterazione fisiologica del transito alimentare ed una maggiore incidenza di sequele post-operatorie.

La Billroth II presenta alcune varianti tecniche in relazione alla:
- -     - quantità di stomaco utilizzato: per cui l'anastomosi può essere  totale se utilizza l'intera trancia (tecnica Kroenlein o Reichel-Polya) o parziale se ne sfrutta la parte superiore o quella inferiore (tecnica Hoffmeister-Finsterer).
    - posizione dell'ansa rispetto al colon trasverso: ante-colica quando il segmento digiunale viene anastomizzato allo stomaco passando davanti al colon (sec. Kroenlein) o retro-colica quando l'intestino viene fatto passare attraverso un occhiello praticato nel mesocolon trasverso e quindi assume una posizione posteriore rispetto al colon (sec. Reichel-Polya o Hoffmeister-Finsterer).
    - direzione della peristalsi: a seconda che la ricostruzione anastomotica venga praticata in modo da porre intestino e stomaco in senso antiperistaltico o peristaltico (fig.8).

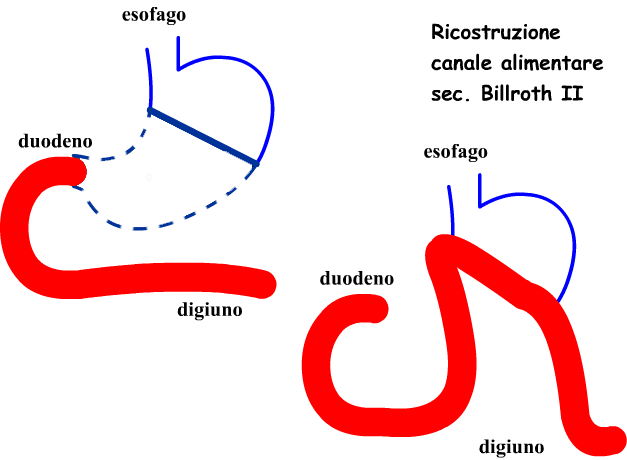
(fig.7) Billroth II

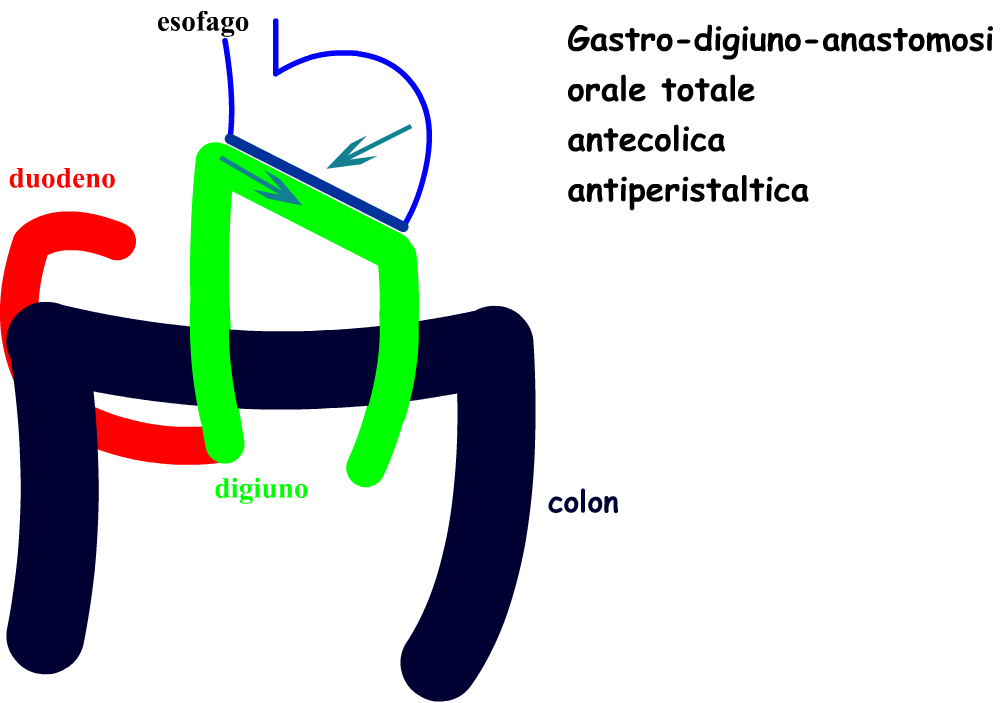
(fig.8) Gastro-digiuno-stomia

### Altri interventi
- Affondamento. Con questo termine si intende la riparazione chirurgica delle perforazioni gastriche e duodenali. L'intervento viene praticato in urgenza e consiste nella chiusura della breccia con alcuni punti di sutura che afferrano a tutto spessore la parete. I punti vanno annodati con particolare attenzione così da non tagliare il tessuto che si presenta edematoso e friabile. È buona norma ricoprire la sutura con una frangia di epiploon che ne rinforza la tenuta. Particolare attenzione va posta nelle perforazioni gastriche che possono presentarsi in lesioni simil-ulcerose ma di natura neoplastica e non peptica e che quindi vanno sempre adeguatamente bioptizzate.

## Malattia neoplastica
Le neoplasie gastriche sono di carattere benigno e maligno e per queste ultime va fatta una distinzione tra la forma iniziale, early gastric cancer (quando non oltrepassa la tunica muscolare propria), e la forma avanzata, advanced gastric cancer.  Per i tumori benigni l'asportazione può essere limitata alla lesione e a parte del tessuto circostante o a resezioni parziali guidate. Per i tumori maligni invece vanno rispettati i principi di radicalità della chirurgia oncologica che prevede l'escissione del tumore allargata ai distretti circostanti, alle numerose stazioni linfatiche, agli organi contigui, colon trasverso, milza, coda del pancreas, omento, interessati dalla malattia. La scelta dell'intervento dipende dalle caratteristiche del tumore e da altri fattori:
- forma early o advanced
- forma circoscritta o estesa
- forma superficiale o profonda

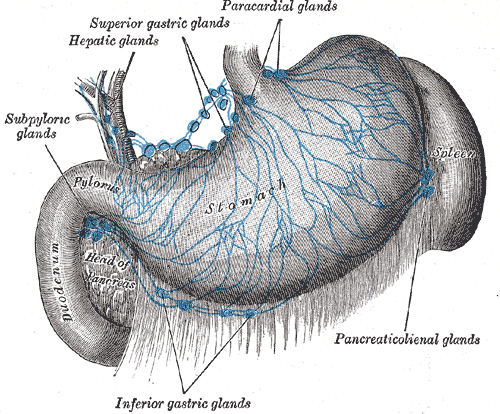
(fig.9) Stazioni linfatiche dello stomaco

- grado di differenziazione cellulare
- localizzazione: al piloro, al corpo o in regione cardiale
- età del paziente e sue condizioni generali
- presenza di metastasi locali o generali.

Gli interventi possono essere palliativi quando essendo la malattia in fase troppo avanzata si intende, con interventi limitati, di assicurare al paziente solo una qualità migliore della vita residua o radicali quando l'intervento si propone come obbiettivo la guarigione. La prognosi del cancro gastrico, forma prevalente tra i tumori maligni dello stomaco, è legata allo Stadio in cui il tumore viene svelato. Le forme early trattate con interventi radicali hanno una prognosi eccellente ed in alcuni casi possono beneficiare anche di interventi limitati e poco destruenti. Le forme avanzate ed infiltranti richiedono interventi molto allargati e demolitivi ma, nella maggior parte dei casi, hanno una prognosi infausta a breve termine.

### Gastrectomia
- Gastrectomia totale. È l'intervento di asportazione completa dello stomaco, dall'esofago al duodeno (fig.10).

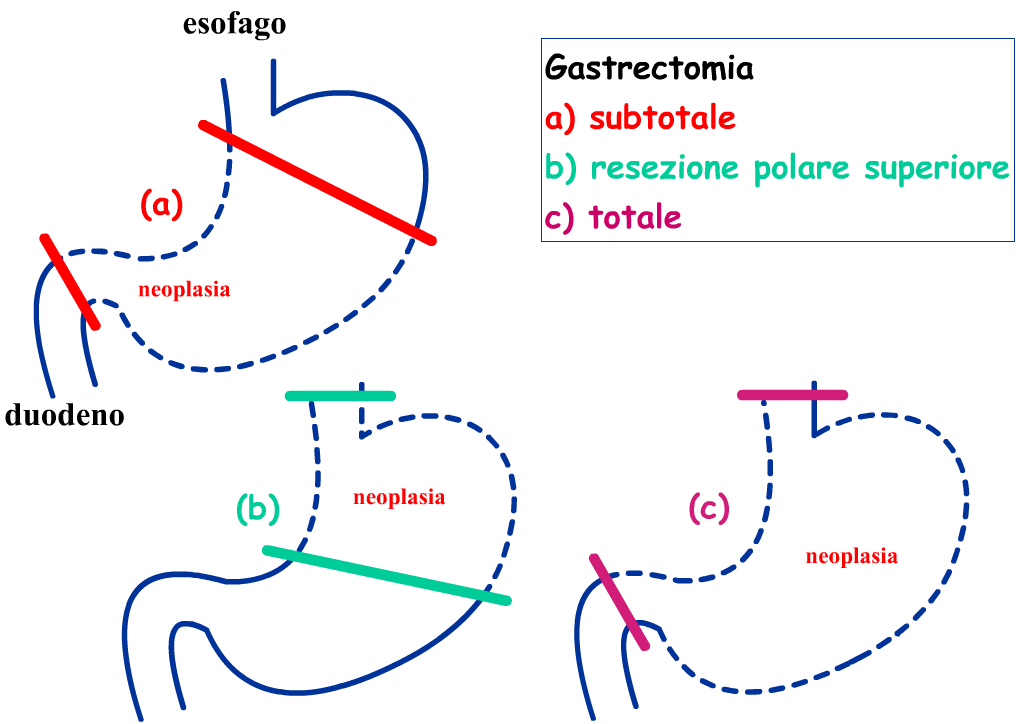
(fig.10) Interventi per neoplasie gastriche

La più ampia demolizione rispetto alla resezione condiziona le modalità di ricostruzione del transito alimentare non tanto sotto l'aspetto tecnico quanto per la esigenza di creare una condizione fisiologica ottimale alle funzioni alimentari.
Tra le tecniche di ricostruzione vanno citate:
- L'anastomosi diretta esofago – duodenale il cui ravvicinamento è reso possibile da un ampio scollamento in blocco del duodeno e della testa del pancreas che sono organi fissi tra loro.
  - L'anastomosi esofago – digiuno-duodenale ottenuta interponendo un segmento di intestino tenue tra esofago e duodeno.
  - La ricostruzione esofago-digiunale su ansa ad omega (con anastomosi latero-laterale alla base secondo Braun). Si ottiene sollevando la prima ansa digiunale (come nella Billroth II) ed abboccandola all'esofago e praticando a piede d'ansa una anastomosi latero-laterale che serve ad agevolare il passaggio della bile e dei succhi pancreatici oltre che del bolo alimentare tra l'ansa afferente e quella efferente (fig.11).
  - La ricostruzione esofago-digiunale su ansa ad Y secondo Roux. La prima ansa digiunale viene interrotta ed anastomizzata direttamente all'esofago; in basso, a piede d'ansa, una anastomosi tra ultima porzione duodenale e parete laterale del digiuno permette il passaggio dei succhi bilio-pancreatici che in questa sede verranno a contatto con il bolo alimentare.

Ognuna di queste ricostruzioni permette di ovviare solo in parte alle conseguenze inevitabili di una gastrectomia totale: abolizione della sacca gastrica, accelerato passaggio del bolo 

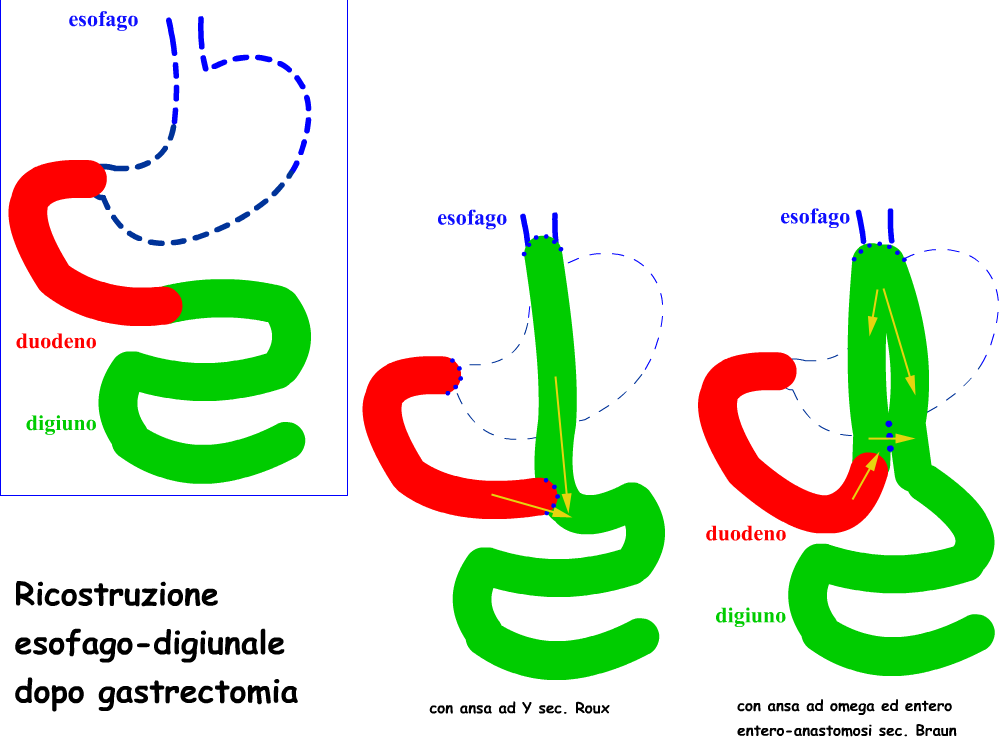
(fig.11)

alimentare direttamente in digiuno, inter-reazione ritardata tra enzimi digestivi ed alimenti, e alle quali si è cercato di porre rimedio con ulteriori numerose e complesse varianti tecniche.
Si tratta di interventi impegnativi (ma che fortunatamente oggi si possono avvalere dell'utilizzo delle suturatrici meccaniche che ne abbreviano i tempi operatori e riducono i rischi di deiscenza delle numerose suture) ma assolutamente necessari. Perché l'aumento delle diagnosi precoci significa operare forme iniziali in pazienti giovani, quindi con una lunga aspettativa di vita. In questi casi la prognosi è largamente favorevole e si rende quindi opportuno integrare un intervento necessariamente demolitivo con un'adeguata ricostruzione che assicuri loro la migliore qualità della vita, lunga, che li aspetta.
- Gastrectomia subtotale. Analoga alla gastro-resezione, ma più ampia,  viene riservata ad alcune forme di cancro in fase iniziale e circoscritti all'area medio-gastrico o pilorica. Viene completata con un'adeguata linfadenectomia.
- Resezione polare superiore.  Riservata ai casi di tumori benigni sottocardiali o per altre patologie non neoplastiche viene praticata come palliativa nel caso di neoplasie maligne non aggredibili diversamente.

## Malattie dello stomaco operato
L'asportazione parziale ed ancor più se totale dello stomaco (ma anche la vagotomia) determinano una serie di conseguenze più o meno gravi in parte dovute alla entità della demolizione altre volte a possibili errori di tecnica. Ricordiamo alcune di queste patologie:
- Anemia: legata alla riduzione delle aree di mucosa gastrica ove avviene la produzione del fattore intrinseco e quindi l'assorbimento del ferro e della vitamina B12.
- Lesioni infiammatorie: sono conseguenza dell'azione dell'acido cloridrico prodotto in aree acido-secernenti residue o al reflusso di bile e di succhi pancreatici favorito dalla assenza del piloro asportato. Possono portare alla formazione di ulcere sulla bocca anastomotica.
- Cancerizzazione del moncone gastrico: per questa temibile complicazione vengono chiamati in causa il reflusso biliare e la colonizzazione batterica favorita dalla mancanza di acido cloridrico che indurrebbero gastriti atrofiche, metaplasie intestinali, formazioni polipoidi, considerate lesioni precancerose.
- Alterato assorbimento dei principi nutrizionali.
- Diarrea, malassorbimento, calcolosi delle vie biliari, atonia intestinale: legate agli interventi di vagotomia.
- Sindromi post-prandiali: comprendono i disturbi che compaiono in relazione ai pasti.
  - Sindrome dell'ansa afferente: è secondaria a fattori organici quali la formazione di ulcere sul neostoma o la stenosi post-cicatriziale o a disturbi funzionali dovuti ad errori di tecnica operatoria. È caratterizzata dalla comparsa di nausea, dolore, senso di ripienezza post-prandiale che si risolvono abitualmente con il vomito. La patogenesi è legata ad uno svuotamento ritardato o inefficace del contenuto bilio-pancreatico o alimentare raccoltosi nell'ansa afferente.
  - Sindrome dell'ansa efferente: è legata alla penetrazione troppo rapida del bolo alimentare nell'ansa efferente anastomizzata allo stomaco. È caratterizzata da sintomi imponenti: sudorazione, pallore, palpitazione, rumori idro-aerei, diarrea a durata variabile seguiti dopo qualche ora da ipoglicemia. L'insieme di questi sintomi è conosciuta come sindrome da rapido svuotamento gastrico o dumping syndrome i cui effetti peggiorano con l'ingestione di cibi ad elevato contenuto di zuccheri. La sindrome da dumping viene trattata modificando il regime alimentare dei pazienti che vengono invitati a frazionare i pasti nel corso della giornata, curando che siano leggeri, a scarso contenuto di zuccheri, ricchi di proteine, con modesta assunzione di bevande. Utile una terapia medica di supporto. I sintomi tendono di solito a scomparire entro un periodo compreso tra i 3 e i 12 mesi, ma possono diventare permanenti e richiedere una correzione chirurgica con riconversione dell'anastomosi.

## Complicanze post-operatorie
Comprendono alcune situazioni anomale e fortunatamente rare che insorgono nell'immediato decorso post-operatorio e che richiedono una correzione chirurgica tempestiva.
- Deiscenza del moncone duodenale. Per cedimento della sutura con cui si è chiusa la trancia duodenale.  Richiede la chiusura immediata del moncone sbottato, se le condizioni locali lo consentono. Altrimenti è necessario posizionare temporaneamente un grosso tubo di drenaggio in duodeno così da veicolare all'esterno il suo contenuto impedendogli di spandersi in cavità addominale.
- Deiscenza dell'anastomosi duodeno o digiuno-gastrica. Complicazione gravissima che può interessare parzialmente o totalmente la sutura e che va corretta immediatamente.
- Emorragia sulla trancia anastomotica o da vasi clampati. Complicanza grave che non necessariamente comporta una laparatomia d'urgenza ma che va attentamente monitorata. Nella maggior parte dei casi regredisce nelle prime ore, nel restante dei casi o quando è particolarmente abbondante richiede un reintervento.